# 奠基者 (电视剧)
《奠基者》，2010年电视剧，导演康洪雷，主演侯勇、郑晓宁、闫妮、殷桃。

## 剧情
该剧讲述1958年中华人民共和国第一个五年计划，独臂将军余秋里出任中华人民共和国石油部长，当时西方国家企图用石油制约中华人民共和国的发展，而苏联也因赫鲁晓夫的大国沙文主义和霸权主义和毛泽东闹翻，毛泽东等国家领导人指示余秋里去勘探、开采石油，余秋里带领手下，钻探石油，打破了西方国家的图谋和苏联对华的遏制。

## 演出
| 演员   | 角色   | 备注 |
| 侯勇   | 余秋里 |      |
| 郑晓宁 | 康世恩 |      |
| 杨树泉 | 安江   |      |
| 王新军 | 杨军旗 |      |
| 王超   | 王进喜 |      |
| 洪剑涛 | 陆惟夫 |      |
| 闫妮   | 刘素阁 |      |
| 殷桃   | 张小晶 |      |
| 王磊   | 王强   |      |
| 李欣伶 | 白莉   |      |

## 制作
该剧根据历史事实改编，如铁人王进喜。

## 播出
该片播出之后受到好评。

## 奖项
该片荣获“五个一工程”奖。